# Georgios Makris
Georgios Makris (griechisch Γεώργιος Μακρής; * 1950 in Kifissia bei Athen) ist ein griechischer Byzantinist und Neogräzist.

## Leben
Nach einem 1968 begonnenen Studium der Klassischen Philologie an der Universität Athen setzte Makris seine Ausbildung mit einem Promotionsstudiengang in Byzantinistik, Slavistik und Osteuropäischer Geschichte als Stipendiat der Republik Griechenland bei Peter Schreiner an der Universität Köln fort. Dort wurde er in der Folge sowohl 1985 mit einer Untersuchung zur byzantinischen Schifffahrt promoviert als auch 1992 mit einer kommentierten Edition der von Ignatios Diakonos verfassten Vita des Heiligen Gregorios Dekapolites habilitiert.
Nach Lehrtätigkeiten am Seminar für Osteuropäische Geschichte und am Historischen Seminar der Universität Frankfurt am Main sowie an der Universität Köln war Makris zunächst von 1993 bis 2002 Professor an der Universität Bochum, bevor er im Zuge der Auflösung der Bochumer Professur für Byzantinistik und Neogräzistik 2003 an die Universität Münster versetzt wurde. 2015 trat er in den Ruhestand.
Seine Forschungsschwerpunkte liegen im Bereich der Sozial- und Wirtschaftsgeschichte der spätbyzantinischen Zeit, der Byzantinoslavica, der Constantinopolitana, der Geschichte der exakten Wissenschaften, der Hagiographica, der Onomastik, der Textfälschung und -kritik sowie der volkssprachlichen Literatur der spät- und postbyzantinischen Zeit; spezifische Arbeiten hat er der Chronik von Morea und dem Dionysius Areopagita gewidmet. Im Bereich der Neogräzistik interessiert ihn etwa der Surrealismus des Malers Nikos Engonopoulos.

## Schriften (Auswahl)
- Studien zur spätbyzantinischen Schiffahrt. Saggio introduttivo di Sandra Origone e Peter Schreiner (= Collana storica di fonti e studi 52). Istituto di Medievistica, Genova 1988 (= Dissertation).
- Georgios Makris: Margunios, Maximos. In: Biographisch-Bibliographisches Kirchenlexikon (BBKL). Band 5, Bautz, Herzberg 1993, ISBN 3-88309-043-3, Sp. 804–805 (Artikel/Artikelanfang im Internet-Archive).
- Ignatios Diakonos und die Vita des Hl. Gregorios Dekapolites. Edition und Kommentar von Georgios Makris. Mit einer Übersetzung der Vita von Michael Chronz (= Byzantinisches Archiv Band 17). Teubner, Leipzig, Teubner 1997, ISBN 3-8154-7740-9 (Habilitationsschrift).
- mit Cordula Scholz (Hrsg.): Polypleuros nus. Miscellanea für Peter Schreiner zu seinem 60. Geburtstag (= Byzantinisches Archiv Band 19). K. G. Saur, München, Leipzig 2000, ISBN 3-598-77742-6
- Ships. In: Angeliki E. Laiou (Hrsg.): The Economic History of Byzantium from the Seventh through the Fifteenth Century. Dumbarton Oaks, Washington DC 2002, ISBN 0-88402-288-9, S. 91–100